# Frank Henry (Reiter)
Frank Sherman Henry (* 15. Dezember 1909 in Cambridge, New York; † 25. August 1989 in Chesterfield, Missouri) war ein US-amerikanischer Reiter und Olympiasieger.

## Leben
Frank Henry ritt schon als Kind gerne auf dem Pferd der Familie. 1933 absolvierte er die United States Military Academy von West Point und kam zur Kavallerie, was sein Wunsch gewesen war. Dort bekam er gute Möglichkeiten zum Training und zur Teilnahme an Reitsport-Wettbewerben. In den folgenden Jahren, bis zu seiner Pensionierung als Brigadegeneral im Jahre 1963, war er bei der United States Army tätig, während des Zweiten Weltkriegs im United States Department of War. 
1940 war Henry schon für die in Tokio geplanten Olympischen Spiele nominiert, die aber wegen des Zweiten Weltkrieges ausfielen. 1948 startete er bei den Olympischen Spielen in London, zu diesem Zwecke ging die US-amerikanische Mannschaft, die nur aus Militärangehörigen bestand, schon 1947 nach München. Frank Henry errang drei Medaillen, was bis heute (2012) keinem weiteren US-amerikanischen Reiter gelang: Mit der Mannschaft (Charles Anderson, Earl Foster Thomson) gewann er Gold in der Vielseitigkeit auf Swing Low sowie jeweils Silber im Einzel der Vielseitigkeit und mit der Mannschaft in der Dressur (Robert Borg, Earl Foster Thomson) auf Reno Overdo.